# Kostel Nejsvětější Trojice (Bílý Potok)
Kostel Nejsvětější Trojice je sakrální stavba stojící v Bílém Potoce, obci na severu České republiky ve Frýdlantském výběžku Libereckého kraje. Po celou dobu je filiálním kostelem hejnické farnosti. Od 21. prosince 1998 je objekt kulturní památkou České republiky.

## Historie
Ač byla obec založena výnosem majitele zdejšího území Melchiorem z Redernu ze dne 13. července 1594 (a jméno vybrané majitelovou manželkou Kateřinou z Redernu dostal až po devíti letech), neměla obec zbudovánu žádnou sakrální stavbu, ač o ni místní stáli. Povolení dostali až od hraběte Kristiána Filipa Clam-Gallase, a to na výstavu kaple. S její výstavbou začali v květnu roku 1774 pod vedením domkáře a pekaře Franze Pragera, jenž na výstavbu dostal dotaci od obce. Hrabě Clam-Gallas přidal na stavbu část stavebního materiálu (10 sudů vápna, 1000 ks cihel a 10 středně velkých stromů). Výstavba kaple trvala rok, nicméně její vybavování se vleklo, takže k jejímu vysvěcení došlo až 1. května 1781.
Postupem času ovšem stíhaly kapli povětrnostní pohromy a objevily se též závady ve stavební konstrukci. Proto musely býti v letech 1819 až 1826 provedeny vynucené opravy. Během roku 1887 se ovšem ve zdivu objevily nové trhliny a místní proto (i s ohledem na vrůstající počet obyvatel obce) rozhodli o výstavbě kostela. Jeho stavbu, která probíhala mezi roky 1888 až 1890, vedl frýdlantský stavební mistr Josef Neisser. Svou prací i finančními příspěvky mu pomáhali místní občané a peněžními dary na stavbu přispěli i dárci ze zahraničí. Vybudovaný kostel byl 28. září 1890 hejnickým farářem Reinhardem Seifertem vysvěcen.
U příležitosti tří stého výročí založení obce (roku 1894) se v Bílém Potoce konala velká slavnost. Během ní před kostelem pronesl slavnostní řeč obecní sekretář Wilhelm Preissler a slavnostní mši celebrovali (vedli) farář Seifert spolu se řádovým knězem Franzem Walterem Krausem. Tou dobou (od roku 1865) již ovšem obec měla jižně od kostela založen hřbitov, na kterém pohřbívala své vlastní občany.
Na počátku 21. století prošel kostel rekonstrukcí. Během ní se opravila vnitřní část kostela, lustr, varhany a posléze též exteriérové části, tedy omítky, střešní krytina a okna.

## Podoba kostela
Kostel je v pseudorománském stylu (podle jiných zdrojů v novoklasicistním) a ve stejném duchu je zařízen i jeho interiér. Stavbu zdobí dvě vitráže získané roku 1917 darem od rodiny Floriana Krause. Je na nich zobrazena svatá Anna s Pannou Marií. Kostel je jednolodní a má hranolovou věž situovanou v ose hlavního (tedy severního) průčelí. Od silnice číslo II/290 nacházející se od kostela severním směrem vede ke svatostánku přístupové schodiště.

### Varhany
Uvnitř kostela se nacházejí pneumatické varhany zbudované firmou Schuster. Mají dva manuály a pedálnici.
Dispozice varhan:
- I. manuál:
  - Principal (8')
  - Gamba (8')
  - Koncertflöte – Manualkoppel (8')
  - Dolce (8')
  - Octave (4')
  - Piccolo (2')
- II. manuál:
  - Geigenprincipal (8')
  - Gedackt (8')
  - Aeoline (8')
  - Rohrflöte (4')
- Pedály:
  - Subbass (16')
  - Violononcello (8')
  - Pedalkoppel I.
  - Pedalkoppel II.